# Luis Delgado Bañón
Luis M. Delgado Bañón (Murcia, 8 de enero de 1946) es un escritor y militar español, capitán de navío del Cuerpo General de la Armada Española.

## Obra
Entre sus obras destaca su proyecto, aún en curso, de escribir una serie de 56 novelas que ilustren sobre la historia naval de España entre el momento de su mayor esplendor, durante la segunda mitad del siglo XVIII, hasta la Guerra Civil Española de 1936-1939. Su interés principal en la escritura de esta serie es el de llenar un hueco necesario en la narrativa histórica española que hace muchos años ya han cubierto otras naciones que rememoran con orgullo su historia naval, en especial los británicos quienes, siendo excelentes novelistas, no reflejan adecuadamente siempre la realidad de las armadas desde el punto de vista naval e histórico, según Delgado Bañón, por falta de la adecuada investigación historiográfica, y tienden a denostar las de otros países ocultando a menudo los fracasos, no pequeños, de la Royal Navy. 
El autor, que reivindica la importancia de la historia de la Real Armada en el pasado de España, es un gran conocedor de sus hechos que ha sido director del Museo Naval de Cartagena y delegado del Instituto de Historia y Cultura Naval en el Mediterráneo durante trece años. La serie, denominada Una saga marinera española, se compone hoy de 33 volúmenes:
- La galera Santa Bárbara (2002)
- La cañonera 23 (2002)
- La flotante San Cristóbal (2002)
- El jabeque Murciano (2003)
- La fragata Princesa (2003)
- La fragata Sirena (2003)
- El navío Triunfante (2004)
- El navío Santísima Trinidad (2005)
- El navío Príncipe de Asturias (2005)
- El bergantín Penélope (2006)
- El falucho Colombo (2006)
- La corbeta Mosca (2007)
- El cañonero Estrago (2008)
- La fragata Proserpina (2008)
- La fragata Andorinha (2009)
- El queche Hiena (2009)
- El navío Asia (2010)
- El bergantín Potrillo (2010)
- El navío Alejandro I (2011)
- La fragata Ligera (2011)
- La goleta Providencia (2012)
- El navío Congreso mexicano (2012)
- La fragata Lealtad (2013)
- El vapor de ruedas Isabel II (2013)
- El vapor de guerra Blasco de Garay (2014)
- El vapor Reina de Castilla (2015)
- El aviso de vapor Elcano (2016)
- La goleta de hélice Isabel Francisca (2017)
- El navío Reina doña Isabel II  (2018)
- El transporte artillado San Quintín (2019)
- La escuadra del Pacífico (2019)
- La fragata Resolución (2020)
- El vapor Doña Mencía (2021)

En la actualidad Delgado Bañón está escribiendo el libro n.º 34 de la saga.
En la saga, el autor refiere la historia de la familia Leñanza usando el punto de vista de las memorias que, por tradición establecida, van escribiendo sus miembros a lo largo de varias generaciones. Los Leñanza, familia de orígenes humildes, empiezan a hacer carrera naval con el comienzo del segundo volumen de la serie, y su paso por diferentes episodios históricos de la vida de la marina de guerra española (el sitio de Gibraltar, la Guerra de la Convención, los combates navales del Cabo de San Vicente y Trafalgar, la política de expansión ultramarina en el Pacífico norteamericano con referencias a episodios como los de la isla de Nutca, las alianzas durante la Guerra de la Independencia Española, la decadencia de la Armada Española desde el reinado de Carlos IV y el germen y desarrollo de los movimientos independentistas americanos, el reinado de Fernando VII, los afrancesados, el trienio liberal y los exilios de la Década ominosa, la primera Guerra Carlista...) pretende ilustrar sobre aspectos determinados muy deficientemente conocidos de la historia española, donde la Armada tuvo un papel más importante, tanto en sus luces como en sus sombras, del que usualmente se le reconoce. También pone de relieve los logros pioneros en navegación marítima de España y sus grandes descubrimientos, a menudo silenciados o usurpados por otras naciones. Todos los libros de la serie cuentan con notas explicativas de la terminología marinera, de aclaración histórica y geográfica o de los usos y costumbres en los regímenes de funcionamiento de las naves y sus ordenanzas.
Además de las de la Saga marinera, Luis Delgado Bañón es autor de otras novelas anteriores como Jasna (1997), Las perlas grises (1998), Los tesoros del general (1999), La tumba del Almirante (1999), Aventuras y desventuras de un galeote (2000), El diamante del III Reich (2000) y Operación 2001: Gibraltar español (2001). 
Ha publicado numerosos artículos historiográficos en diversas revistas de su especialidad nacionales y extranjeras, y es autor de los ensayos históricos Gibraltar 1704-2004: tres siglos de desidia, humillación y vergüenza (2004) y Antonio de Escaño, antes y después de Trafalgar (2005), publicación esta última vinculada a la exposición del mismo nombre que comisarió el autor junto con Arturo Pérez-Reverte en conmemoración del combate de Trafalgar.